# Tobias Kamke
Tobias Kamke (* 21. Mai 1986 in Lübeck) ist ein ehemaliger deutscher Tennisspieler.

## Leben und Karriere

### Der Weg zum Profitennisspieler
Tobias Kamke begann im Alter von fünf Jahren, Tennis zu spielen. Nachdem er während eines Urlaubs in Leun mit 18 Jahren bei seinem ersten Future-Turnier als Qualifikant auf Anhieb das Finale erreicht hatte, entschloss er sich zu einer Karriere als Profi. Auf Anraten seiner Eltern sowie seines Mentors Michael Stich schloss er jedoch erst sein Abitur ab, bevor er sich dann 2006 ganz seiner Tenniskarriere widmete.

### 2005–2006: Erste Erfolge bei den Deutschen Meisterschaften und bei Future-Turnieren
Schon im Dezember 2005 kam Tobias Kamke bei den Deutschen Tennismeisterschaften in Isernhagen als ungesetzter Spieler bis ins Finale, wo er gegen Torsten Popp verlor. Im Jahr 2006 gewann Kamke im Einzel zwei Titel bei Future-Turnieren, im Doppel an der Seite von Julian Reister einen weiteren. Zudem erreichte er bei den Deutschen Tennismeisterschaften in Berlin erneut das Finale; diesmal verlor er gegen Tobias Summerer. In diesem Jahr wurde er erstmals in den Top 500 der Weltrangliste geführt.

### 2007–2009: Etablierung auf der Challenger Tour und Grand-Slam-Debüt
2007 spielte Kamke nach einem weiteren Titel bei einem Future-Turnier nun vermehrt Challenger-Turniere, und erreichte im November 2007 in Helsinki erstmals ein Finale, welches er gegen Steve Darcis verlor. Dies brachte ihn bis auf Platz 208 der Weltrangliste. Ab 2008 nahm er an den Qualifikationen zu Grand-Slam-Turnieren teil. In Wimbledon schaffte er es bis in die dritte Qualifikationsrunde, wo er zwar gegen Jan Hernych verlor, jedoch als Lucky Loser ins Hauptfeld nachrückte. Dort verlor er in der ersten Runde in vier Sätzen gegen den an Position 29 gesetzten Andreas Seppi. Zudem erreichte Kamke im Mai 2008 in Karlsruhe zum zweiten Mal ein Challenger-Finale, verlor jedoch gegen Teimuras Gabaschwili. Dennoch stieg er daraufhin erstmals in die Top 200 der Weltrangliste, wenn auch nur für kurze Zeit. Das Jahr 2009 verlief ohne große Höhepunkte für Tobias Kamke. Er erreichte zweimal das Halbfinale eines Challenger-Turniers, bei Grand-Slam-Turnieren kam er nie über die zweite Qualifikationsrunde hinaus und konnte sich auch für kein anderes ATP-Turnier qualifizieren.

### 2010: Challenger-Titel und Durchbruch auf der ATP World Tour
Im April 2010 erreichte Kamke in Baton Rouge zum dritten Mal das Finale eines Challenger-Turniers, unterlag jedoch Kevin Anderson. Einen Monat später gelang ihm bei den French Open an seinem 24. Geburtstag die Qualifikation für das Hauptfeld. Dort gewann er in der ersten Runde in drei Sätzen gegen den Top-100-Spieler Stéphane Robert sein erstes Grand-Slam-Match, bevor er in der zweiten Runde dem an Position 29 gesetzten Albert Montañés unterlag. In der folgenden Woche konnte er beim Challenger-Turnier von Fürth an die guten Leistungen aus Paris anschließen und erreichte das Finale, welches er gegen Robin Haase verlor. Im Juni 2010 qualifizierte sich Kamke in Wimbledon erneut für das Hauptfeld, wo er in der ersten Runde auf den Top-50-Spieler Guillermo García López traf. Nachdem er die ersten beiden Sätze bereits verloren hatte und im dritten Satz mit Break hinten gelegen war, konnte Kamke das Blatt noch wenden und gewann das Match nach über dreieinhalb Stunden in fünf Sätzen. In der zweiten Runde setzte er sich in vier Sätzen gegen Andreas Seppi durch, gegen den er noch vor zwei Jahren an gleicher Stelle verloren hatte. Gegen den an Position 10 gesetzten Jo-Wilfried Tsonga war Kamke dann aber in drei Sätzen chancenlos. Dennoch reichten die gesammelten Punkte der letzten Monate für einen erstmaligen Einstieg in die Top 100 der Weltrangliste. Für das ATP-Turnier von Hamburg, nahe seinem Geburts- und Wohnort Lübeck, bekam Tobias Kamke eine Wildcard, er verlor jedoch bereits in der ersten Runde gegen Eduardo Schwank. Eine Woche später erreichte Kamke in Granby zum fünften Mal das Finale eines Challenger-Turniers, und konnte gegen den jungen Kanadier Milos Raonic seinen ersten Titel gewinnen. Bei seinem US-Open-Debüt im September 2010 schied Tobias Kamke bereits in der ersten Runde in vier Sätzen gegen Philipp Kohlschreiber aus. Drei Wochen später konnte er sich in der ersten Runde des ATP-Turniers von Bukarest gegen Fabio Fognini durchsetzen, verlor dann aber in der zweiten Runde wie schon in Roland Garros gegen den Titelverteidiger Albert Montañés. Im Oktober 2010 erreichte Kamke in Tiburon erneut ein Challenger-Finale, als er im Halbfinale gegen Marinko Matosevic zwei Matchbälle abwehrte und einen 2:5-Rückstand im dritten Satz noch aufholte. Im Finale traf er mit Ryan Harrison wie schon in Granby auf ein einheimisches Nachwuchstalent, und er siegte erneut souverän und gewann somit seinen zweiten Titel. Bei den ATP-Turnieren von Stockholm und Wien schied Tobias Kamke jeweils in der zweiten Runde aus. Dabei verlor er in Wien wie schon bei den US Open gegen Philipp Kohlschreiber. Beim ATP-Turnier von Basel schied Kamke zwar in der zweiten Qualifikationsrunde aus, er rückte jedoch als Lucky Loser ins Hauptfeld nach. Dort besiegte er in der ersten Runde sensationell den Top-Ten-Spieler Tomáš Berdych, verlor dann aber in der zweiten Runde gegen Richard Gasquet. Im November 2010 wurde Tobias Kamke von den Spielern der ATP Tour zum „Newcomer des Jahres 2010“ gewählt. Damit wurde seine enorme Verbesserung innerhalb eines Jahres von Rang 254 bis auf Rang 66 der Weltrangliste gewürdigt.

### 2011: Erstes ATP-Halbfinale und weiterer Challenger-Titel

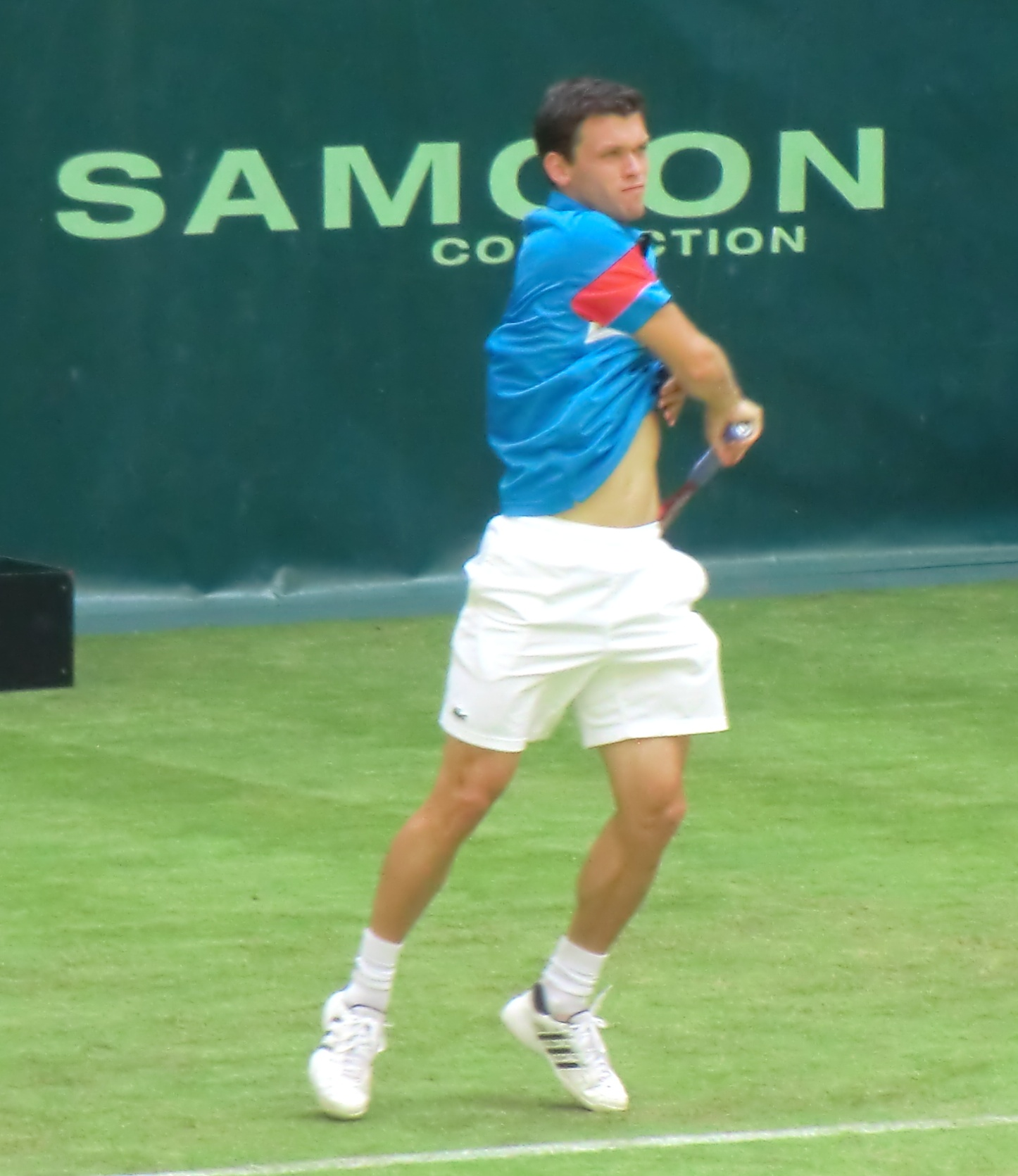
2011 in Halle

Das Jahr 2011 begann für Tobias Kamke in Brisbane mit einer knappen Erstrundenniederlage gegen den späteren Halbfinalisten Radek Štěpánek. Eine Woche später erreichte er in Auckland die zweite Runde, wo er gegen den an Position eins gesetzten David Ferrer zwar den ersten Satz gewinnen konnte, letztendlich aber in drei Sätzen unterlegen war. Bei seinem Australian-Open-Debüt traf Tobias Kamke zum dritten Mal innerhalb weniger Monate auf Philipp Kohlschreiber. Obwohl Kamke schon mit 2:0 Sätzen geführt hatte, hieß der Sieger nach fast vier Stunden Spielzeit am Ende wieder Kohlschreiber. Im Februar 2011 schied er in Marseille in der zweiten Runde gegen den an Position acht gesetzten Titelverteidiger Michaël Llodra aus. Darauf folgte für Tobias Kamke eine Durststrecke von sieben Turnieren, bei denen er entweder in der ersten Hauptrunde oder zuvor schon in der Qualifikation ausschied. Erst bei den French Open im Mai 2011 konnte er gegen Olivier Rochus wieder ein Match auf ATP-Ebene gewinnen. In der zweiten Runde schied er dann jedoch gegen den an Position 15 gesetzten Viktor Troicki aus. Auch beim Rasenturnier in Halle war in der zweiten Runde gegen Milos Raonic Endstation. In Wimbledon konnte Tobias Kamke den Erfolg des Vorjahres nicht wiederholen, da er schon in der zweiten Runde auf den an Position 4 gesetzten Andy Murray traf. Kamke spielte zwar gut, verlor aber letztlich in drei Sätzen gegen den späteren Halbfinalisten. Beim anschließenden Rasenturnier in Newport im Juli 2011 erreichte Kamke erstmals das Halbfinale eines ATP-Turniers; er musste auf dem Weg dorthin allerdings keinen einzigen Spieler aus den Top 100 der Weltrangliste besiegen. Im Halbfinale verlor er dann in zwei knappen Sätzen gegen den an Position eins gesetzten späteren Turniersieger John Isner. Zwei Wochen später bekam Tobias Kamke für sein „Heimturnier“ in Hamburg wie schon im Vorjahr eine Wildcard. Nach einem glatten Zweisatzsieg gegen Pere Riba besiegte er den an Position sieben gesetzten Juan Ignacio Chela in der zweiten Runde ebenfalls in zwei Sätzen. Im Achtelfinale traf er auf den an Position zwölf gesetzten Marin Čilić, gegen den er nach 1:0-Satzführung noch in drei Sätzen verlor. Die folgenden Monate verliefen für Kamke ohne größere Höhepunkte. Bei den ATP-Turnieren in Washington, Winston-Salem und Bangkok erreichte er jeweils die zweite Runde, bei den US Open hingegen war er in der ersten Runde chancenlos gegen den an Position 8 gesetzten Mardy Fish. Im Oktober 2011 erreichte Tobias Kamke in Stockholm unter anderem durch einen Sieg über Top-50-Spieler Tommy Robredo das Viertelfinale, wo er nach 1:0-Satzführung gegen den späteren Finalisten Jarkko Nieminen verlor. Zum Saisonabschluss trat Kamke dann in Loughborough noch einmal bei einem Challenger-Turnier an und konnte durch einen Zweisatzssieg über Flavio Cipolla den Titel gewinnen. Dadurch sicherte er sich zum zweiten Mal in Folge eine Jahresendplatzierung in den Top 100 der Weltrangliste.

### Seit 2012
Die Saison 2012 verlief nur mäßig erfolgreich. Bei drei Grand-Slam-Turnieren schied Kamke in der ersten Runde aus, lediglich bei den Australian Open zog er in die zweite Runde ein. Sein einziger Turniersieg gelang ihm beim Challenger-Turnier in Petingen. In der Weltrangliste beendete er das Jahr, nachdem er zwischenzeitlich für zwei Wochen aus den Top 100 gefallen war, auf Rang 98. Im Jahr darauf hielt er sich durchgängig in den Top 100 und schloss das Jahr dieses Mal auf Rang 74 ab. Zwar schied er in Wimbledon erneut in der ersten Runde aus, gewann bei den drei übrigen Grand-Slam-Turnieren dafür sein Auftaktspiel. In Petingen gelang ihm mit seiner Titelverteidigung wiederum sein einziger Titelerfolg des Jahres. Im Doppel hatte er mit Benjamin Becker ebenfalls das Endspiel erreicht.
2014 fiel Kamke in der Weltrangliste wieder leicht zurück und beendete das Jahr auf Rang 97. Seine Grand-Slam-Bilanz war mit drei Auftaktniederlagen schwächer als im Jahr zuvor, nur bei den French Open konnte er eine Partie gewinnen. Auf der Challenger Tour sicherte er sich sowohl im Einzel als auch im Doppel jeweils einen Titel: im Einzel gewann er im Juni die Franken Challenge in Fürth, im Doppel holte er mit Philipp Marx seinen ersten Karrieretitel in Rennes. In der darauffolgenden Saison wiederholte er seinen Erfolg aus 2014 mit jeweils einem Einzel- und Doppeltitel. Im August gewann Kamke das Challenger-Turnier in Liberec mit einem Finalerfolg über Andrej Martin, ehe einen Monat darauf mit Jan-Lennard Struff der Titelgewinn in Alphen aan den Rijn folgte. Die übrige Saison verlief jedoch erfolglos, von Februar bis Juni gelang Kamke kein einziger Sieg auf der World Tour bzw. der Challenger Tour. In der Weltrangliste fiel er daher weit zurück, sodass die Teilnahme an den Australian Open seine vorerst letzte bei Grand-Slam-Turnieren blieb. Er beendete die Saison auf Platz 277.
Bis zum Ende der Saison 2016 verbesserte sich Kamke in der Weltrangliste auf den 118. Platz. Im März gewann er in Kasan seinen achten Einzeltitel auf der Challenger Tour und qualifizierte sich bei den French Open nach drei Siegen für das Hauptfeld, in dem er in der ersten Runde Pablo Cuevas in vier Sätzen unterlag. 2017 blieb Kamke seit seinem ersten Titelgewinn 2010 erstmals ohne Turniersieg und rutschte, ohne Grand-Slam-Teilnahme, in der Weltrangliste zum Ende des Jahres auf Rang 233 ab. In der Saison darauf gelang ihm ebenfalls keine Qualifikation auf Grand-Slam-Ebene, dafür sicherte er sich mit Tim Pütz beim Challenger in Yokohama seinen dritten Doppeltitel. In der Weltrangliste blieb er weiterhin außerhalb der Top 200, wie auch im Jahr 2019, das wie schon 2017 titellos verlief. Einzig bei den US Open gelang ihm die Qualifikation, Kamke verlor in der ersten Hauptrunde jedoch in vier Sätzen gegen Fernando Verdasco.
Im Juli 2022 beendete er am Hamburger Rothenbaum seine Karriere.

## Erfolge als Vereinsspieler
Tobias Kamke spielte bis 2008 in der 2. Tennis-Bundesliga für den TC Logopak Hartenholm, der jedoch 2009 aufgrund finanzieller Probleme den Spielbetrieb einstellen musste. Selbst der Vorschlag der Spieler, auf jegliches Gehalt zu verzichten, konnte den Verein nicht vor dem Aus retten. In der Saison 2010 trat er für den Erstligisten TC Blau-Weiss Neuss an und erreichte dort in seiner ersten Saison sowohl im Einzel als auch im Doppel eine positive Matchbilanz.
Seit 2013 spielt er für den TK Grün-Weiss Mannheim in der ersten Tennis-Bundesliga.

## Davis Cup
In der Saison 2013 wurde Tobias Kamke erstmals für die deutsche Davis-Cup-Mannschaft nominiert. In der Partie gegen Argentinien bestritt er gemeinsam mit Christopher Kas das Doppel und trat im vierten Einzelmatch gegen Juan Mónaco an. Er verlor beide Spiele.

## Erfolge
| Legende (Anzahl der Siege)  |
| Grand Slam                  |
| ATP World Tour Finals       |
| ATP World Tour Masters 1000 |
| ATP World Tour 500          |
| ATP World Tour 250          |
| ATP Challenger Tour (11)    |

### Einzel

#### Turniersiege
| Nr. | Datum              | Turnier      | Belag         | Finalgegner        | Ergebnis      |
| --- | ------------------ | ------------ | ------------- | ------------------ | ------------- |
| 1.  | 1. August 2010     | Granby       | Hartplatz     | Milos Raonic       | 6:3, 7:64     |
| 2.  | 17. Oktober 2010   | Tiburon      | Hartplatz     | Ryan Harrison      | 6:1, 6:1      |
| 3.  | 13. November 2011  | Loughborough | Hartplatz (i) | Flavio Cipolla     | 6:2, 7:5      |
| 4.  | 17. September 2012 | Petingen (1) | Hartplatz (i) | Paul-Henri Mathieu | 7:67, 6:4     |
| 5.  | 15. September 2013 | Petingen (2) | Hartplatz (i) | Paul-Henri Mathieu | 1:6, 6:3, 7:5 |
| 6.  | 8. Juni 2014       | Fürth        | Sand          | Íñigo Cervantes    | 6:3, 6:2      |
| 7.  | 9. August 2015     | Liberec      | Sand          | Andrej Martin      | 7:66, 6:4     |
| 8.  | 20. März 2016      | Kasan        | Hartplatz (i) | Aslan Karazew      | 6:4, 6:2      |

### Doppel

#### Turniersiege
| Nr. | Datum              | Turnier             | Belag         | Partner            | Finalgegner                           | Ergebnis          |
| --- | ------------------ | ------------------- | ------------- | ------------------ | ------------------------------------- | ----------------- |
| 1.  | 12. Oktober 2014   | Rennes              | Hartplatz (i) | Philipp Marx       | František Čermák Jonathan Erlich      | 3:6, 6:2, [10:3]  |
| 2.  | 13. September 2015 | Alphen aan den Rijn | Sand          | Jan-Lennard Struff | Victor Hănescu Adrian Ungur           | 7:61, 3:6, [10:7] |
| 3.  | 3. März 2018       | Yokohama            | Hartplatz     | Tim Pütz           | Sanchai Ratiwatana Sonchat Ratiwatana | 3:6, 7:5, [12:10] |